# Dallas Cowboys 1965
La stagione 1965 dei Dallas Cowboys è stata la 6ª della franchigia nella National Football League, la prima in cui si qualificò per i playoff.

## Calendario

### Stagione regolare
| Turno | Data       | Avversario             | Risultato | Pubblico |
| ----- | ---------- | ---------------------- | --------- | -------- |
| 1     | 19/9/1965  | New York Giants        | V 31–2    | 59,366   |
| 2     | 26/9/1965  | Washington Redskins    | V 27–7    | 61,577   |
| 3     | 4/10/1965  | at St. Louis Cardinals | S 20–13   | 32,034   |
| 4     | 10/10/1965 | Philadelphia Eagles    | S 35–24   | 56,249   |
| 5     | 17/10/1965 | at Cleveland Browns    | S 23–17   | 80,451   |
| 6     | 24/10/1965 | at Green Bay Packers   | S 13–3    | 48,311   |
| 7     | 31/10/1965 | at Pittsburgh Steelers | S 22–13   | 37,804   |
| 8     | 7/11/1965  | San Francisco 49ers    | V 39–31   | 39,677   |
| 9     | 14/11/1965 | Pittsburgh Steelers    | V 24–17   | 57,293   |
| 10    | 21/11/1965 | Cleveland Browns       | S 24–17   | 76,251   |
| 11    | 28/11/1965 | at Washington Redskins | S 34–31   | 50,205   |
| 12    | 5/12/1965  | at Philadelphia Eagles | V 21–19   | 54,714   |
| 13    | 11/12/1965 | St. Louis Cardinals    | V 27–13   | 38,499   |
| 14    | 19/12/1965 | at New York Giants     | V 38–20   | 62,871   |

### Playoff
| Turno             | Data     | Avversario      | Risultato | Pubblico |
| ----------------- | -------- | --------------- | --------- | -------- |
| Playoff Bowl Game | 9/1/1966 | Baltimore Colts | S 35–3    | 65,569   |